# Pimpinelleae
Pimpinelleae es una tribu de plantas con flores perteneciente a la familia Apiaceae.

## Géneros
- Anisum Hill = Pimpinella L.
- Aphanopleura Boiss.
- Arafoe Pimenov & Lavrova
- Bubon L.
- Demavendia Pimenov
- Frommia H. Wolff
- Haussknechtia Boiss.
- Macrochlaena Hand.-Mazz. = Nothosmyrnium Miq.
- Nothosmyrnium Miq.
- Opsicarpium Mozaff.
- Pancicia Vis. ~ Pimpinella L.
- Phellolophium Baker
- Pimpinella L.
- Platyraphe Miq. = Pimpinella L.
- Psammogeton Edgew.
- Reutera Boiss. = Pimpinella L.
- Similisinocarum Cauwet & Farille = Pimpinella L.
- Spiroceratium H. Wolff = Pimpinella L.
- Tragium Spreng. = Pimpinella L.
- Tragoselinum Mill. = Pimpinella L.
- Zeravschania Korovin